# Mano Garcia
Mano Garcia, Anderson Luis Malhorca Garcia, född 19 april 1980  brasiliansk  fotbollsspelare. Han började sin karriär på SC Rio Grandes juniorlag 1994 när han var 14 år gammal.